# Kolten Wong

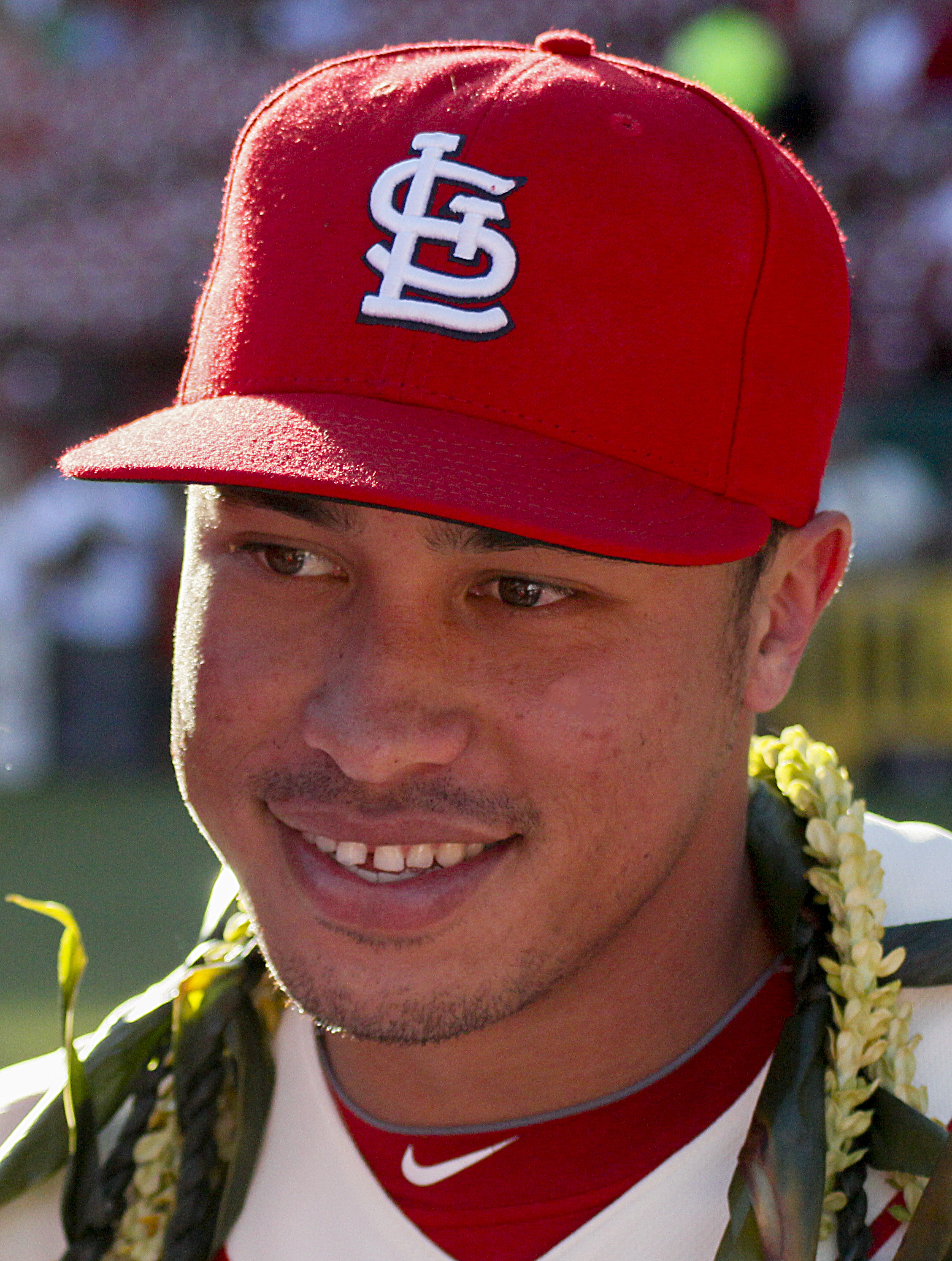
Kolten Wong, 2013.

Kolten Kaha Wong, född 10 oktober 1990 i Hilo på Hawaii, är en amerikansk professionell basebollspelare som spelar som andrabasman för Milwaukee Brewers i Major League Baseball (MLB). Han har tidigare spelat för St. Louis Cardinals.
Han blev MLB-draftad 2008 av Minnesota Twins men Wong tackade nej och började istället studera vid University of Hawaii, samtidigt som han spelade för deras idrottsförening Hawaii Rainbow Warriors. År 2011 blev Wong åter tillgänglig för MLB-draften och blev då vald av Cardinals.
Wong har vunnit två Gold Glove Award.